# Foreningen Far
Foreningen Far, formelt Foreningen Far til Støtte for Børn og Forældre, er en dansk interesseorganisation, der har til formål at virke for, "at børn i videst muligt omfang kan have en tæt kontakt til begge forældre, og at begge forældre kan bevare indflydelse på deres børns opvækst - også når forældrene ikke bor sammen. Endvidere at sikre børns og forældres rettigheder i samfundet ved at forældrene er ligestillet gennem lovgivning, doms- og administrationspraksis, samt så vidt som muligt at støtte relevant forskning indenfor børne- og familieområdet."
Dette arbejder foreningen for at opnå igennem friviligt arbejde og samarbejde med private og offentlige institutioner.
Foreningen fokuserer herudover på at tilbyde rådgivning og kurser for deres medlemmer, lige som den deltager i den offentlige debat og samarbejder med politikere.
Foreningen, der deler navn med en mandebevægelsesgruppe der var aktiv fra 1970 til 1975, blev grundlagt i 1977.
Foreningen har (pr. 2015) cirka 1.500 medlemmer[kilde mangler] og har kontor i København. Som en del af deres virke tilbyder foreningen rådgivning i en række byer.